# Anisodes penumbrata
Anisodes penumbrata är en fjärilsart som beskrevs av W. Warren 1895. Anisodes penumbrata ingår i släktet Anisodes och familjen mätare. Inga underarter finns listade i Catalogue of Life.